# ثيودور إم. ديفيس
ثيودور إم. ديفيس (بالإنجليزية: Theodore M. Davis)‏ (1837 - 23 فبراير 1915) هو عالم إنسان ومحامي أمريكي، ولد في 1837 في Springfield, New York ‏ في الولايات المتحدة، وتوفي في 23 فبراير 1915 في فلوريدا في الولايات المتحدة.اشتهر ببعثته الإستكشافية للحفريات في مصر في وادي الملوك بين الأعوام 1902 و1914.

## سيرة الحياة
ولد ديفس في سبرنغفيلد سنة 1837 بنيويورك. وأمضى الصيف في المدينة في منزله بشارع أوشن بروكلين، وكان يمضي الشتاء مع الحفريات في مصر. وفي شتاء عام 1915 لم يذهب إلى مصر لأسباب صحية وبدلا من ذلك بقي وأجر منزله بولاية فلوريدا إلى وليام جنكز بريان، الذي كان وزير خارجية الولايات المتحدة آنذاك. وقد توفي هناك في أواخر فبراير من ذلك العام 

## الحفر والإستكشافات
- 1902: مقبرة 45

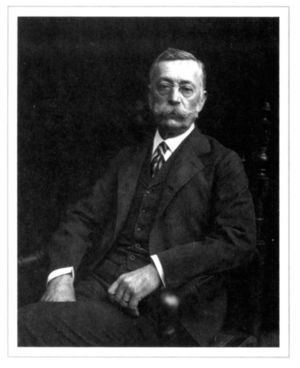

- 1903: مقبرة 20، مقبرة 43، مقبرة 62
- 1905: مقبرة 2، مقبرة 19، مقبرة 46
- 1907: مقبرة 10، مقبرة 54، مقبرة 55
- 1908: مقبرة 57
- 1909: مقبرة 58
- 1912: مقبية 3
- 1913: مقبرة 7

## اكتشاف مقبرة يويا وتويا
- البداية كان من خلال تصريح أعطته الحكومة المصرية لرجل الأعمال الأمريكي تيودور ديفيز بالتنقيب في وادي الملوك بالأقصر من عام 1903م، حتى عام 1912م، وهو الذي عمل معه مجموعة من شباب الأثريين آنذاك منهم هوارد كارتر، مكتشف مقبرة توت عنخ آمون فيما بعد.
- كانت القوانين المتبعة آنذاك أن يتم تقسيم المكتشفات بين البعثة المشرفة وبين الحكومة المصرية، كما يؤكد المؤرخ والأثري فرنسيس أمين لــ"بوابة الأهرام حيث قال ماسبيرو لتيودور ديفيز إنه من المحزن أن نقتسم المقبرة، والمتحف باحتياج لها وتم نقلها كاملة للمتحف المصري.
- البعثة التي أشرف عليها الأمريكي ديفيز اكتشفت بجانب مقبرة يويا وتويا مقبرة عدة مقابر آخري، مثل مقبرة حتشبسوت وتحتمس الرابع وحور محب والمقبرة 55، وقد قام ماسبيرو مدير مصلحة الآثار آنذاك بتفقد مقبرة يويا وتويا، حيث وصفت بأنها أعظم اكتشاف أثري مصري في حينه قبل اكتشاف مقبرة توت عنخ آمون في عشرينيات القرن العشرين.
- كادت المقبرة تتعرض لحريق هائل كما يوضح فرنسيس أمين حيث دخل ماسبيرو بالشموع للمقبرة قبل تفرغتها من الغازات السامة، ولكن الحريق تم اخماده بسرعة دون أن يمس المقبرة التي كانت تحوي مومياوات ولفائف البردي وتماثيل رائعة، وقام ماسبيرو بقراءة النصوص الهيروغليفية غير مباليا بنقص الأوكسجين أو تساقط الصخر، وكانت تصحبه أثناء الكشف ابنة الرسام سميث، وكان عمرها 12 سنة فكان يحدثها عن هذه المقبرة بكثير من الإعجاب حيث تأثر كثيراً بجمال المقبرة.
- وجد في المقبرة بردية جنائزية طولها 20 متراً ومومياء ملكية من أجمل المومياوات وهي مومياء يويا.
- كرسي يويا الملكي كان من الحظوظ أن تجلس عليه الملكة أوجيني إمبراطورية فرنسا حين زارت مصر، وهي تبحث عن نساء الخديو إسماعيل حين غرب حكم زوجها عن فرنسا وجلوسها علي الكرسي أحدث ضجة لدي الأثريين خوفاً علي الكرسي إلا إن ردها كان «اكتشفت أن المصريين اهتدوا للكرسي الإمبراطوري قبل أن يعرفه العالم».[8]